# اوتویلر
اوتویلر (به فرانسوی: Uttwiller) یک کمون در فرانسه است که در Canton of Bouxwiller واقع شده‌است.

## خصوصیات
اوتویلر ۲٫۹۹ کیلومترمربع مساحت و ۱۸۱ نفر جمعیت دارد.